# 極樂世界 (電影)
是一部於2013年上映的美国科幻片，由尼爾·布洛姆坎普执导，麥特·戴蒙、茱蒂·佛斯特、沙托·科普利、華格納·莫拉、艾莉絲·布拉加、狄亞哥·盧納和威廉·菲德内爾主演。電影2013年8月9日在美國上映。
電影背景設定於混亂成災的未來地球，當富有權貴集體搬到地球外面的宇宙都市享受天倫之樂時，留在地球的少數平民開始想辦法抗衡的科幻故事。當中包含許多像移民、剝削、人口過多、醫療衛生等社會主題。儘管電影評價兩極，但在全球票房賣座2.86億美元。

## 劇情
2154年，世界上最富有的權貴集體移居至生活設備齊全的人造宇宙都市「極樂世界」（Elysium）上，而其餘平民繼續生活在污染嚴重、疾病肆虐、犯罪盛行的地球，幾乎無時不刻都面臨著死亡威脅。極樂世界所裝設著可治癒任何疾病、扭轉衰老過程、還能細胞再生的「醫療床」（Med-Bay），讓全地球平民對太空站望眼欲穿，數年下來靠非法移民的方式闖入太空站，短暫使用醫療床來為自己或孩子們治病。極樂世界國防部長潔西卡·德拉蔻為了保證太空站居民的生活水平，實行絕對隔離政策而嚴禁任何地球平民到太空站，而任何入侵太空站的平民全部會被她驅逐或槍決。
麥克斯·達科斯塔是一位孤兒出身的前偷車賊，居住在洛杉磯貧民窟度過假釋期，並在全球榜首科技企業「阿瑪達奈公司」（ArmadyneCorp）的機器人工廠打工。他有一天因閘門卡住而不慎困入機器人處理室並暴露在高度輻射之下，導致身體受輻射中毒影響而只剩五天性命，認為極樂世界的醫療床是唯一能救他的工具後，麥克斯跟好友胡里奧去見他的前僱主，負責極樂世界非法移民工作的人口走私客蜘蛛。麥克斯不怕死的決心受到蜘蛛賞識，因此拜託麥克斯幫他盜取與極樂世界具有關聯的數據資料，同時命令部下通過手術，將一架機械外骨骼安裝在麥克斯身上來助於他行動。
德拉蔻命令麾下潛伏特工克魯格於地球擊落兩艘即將非法入侵太空站的太空艦艇、殺死大量平民，執法過當導致她受太空站總統帕特爾警告若再犯便革職。對官僚心生不滿的德拉蔻秘密找來阿瑪達奈公司執行長約翰·卡萊爾合作，協助她修改太空站主機內核、將她編碼成新總統便會續簽他的公司。卡萊爾回地球編寫完重啟程序後，將其保存在自己的大腦裡作為保險措施，而他搭乘太空船飛往極樂世界過程中，麥克斯一行人將他的船擊落至貧民窟裡。在解決卡萊爾的機器護衛後，身負槍傷的卡萊爾瀕臨死亡，他們便趁卡萊爾死前將他腦裡的重啟程序直接同步複製到麥克斯的外骨骼腦神經主機內；內容因此被保護程序亂碼化而無法閱讀。對此緊張的德拉蔻被迫再次啟用克魯格，給他武器裝備與戰機而迅速趕到現場，當場殺害胡里奧與其他人，只有腦裡保存著數據的麥克斯僥倖脫逃。
麥克斯一路逃亡到醫院，找他在孤兒院一起長大的護士好友芙蕾求助，而芙蕾將他接回家照顧、順便也要照顧她患有白血病的女兒瑪蒂爾達。芙蕾希望麥克斯能協助她幫女兒到極樂世界使用一下醫療床治病，但麥克斯為了保護她而拒絕，隨後獨自回蜘蛛的總部讀取腦中的數據，得知這是足以能讓全地球人都變成極樂世界公民的重啟程序。由於地球通往太空站的空域處於封鎖階段，麥克斯又得知克魯格一行人劫芙蕾母女為人質，於是拿上一顆放手即爆的手榴彈，用自殺式手段脅迫克魯格開艦艇帶他至太空站中，同時以此解除空域封鎖，讓蜘蛛一行人搭艦艇秘密尾隨。麥克斯暗中反擊而讓克魯格被手榴彈炸碎臉部，整艘艦艇在太空站花園墜毀，芙蕾迅速帶著性命不保的瑪蒂爾達使用最近的醫療床，但因為女兒還還是非公民而無法運作，她們最後集體被太空站守衛抓獲。
德拉蔻急切想拿到麥克斯腦裡的數據，但剛用醫療床痊愈臉傷的克魯格，對德拉蔻一刀刺喉後決定自行奪下數據並成為總統。自食惡果的德拉蔻在芙蕾面前流血致死，而克魯格的弟兄開始放肆屠殺太空站所有官員。逃出監禁的麥克斯救出芙蕾和瑪蒂爾達，命令她們去找最近的醫療床等待系統重啟，同時跟趕到的蜘蛛前去系統主機。克魯格身穿軍用級外骨骼伏擊麥克斯，但在決鬥時反被麥克斯拉斷外骨骼腦神經連接器，當克魯格試圖靠手榴彈和麥克斯同歸於盡時，但麥克斯搶先將克魯格扔下橋樑，使他掉下去被炸碎身亡。到達系統主機前時，蜘蛛發現程序被設定為一種自毀性的保險措施，一旦啟動會銷毀數據主機並讓麥克斯的腦神經電毀而斃命(就連醫療床也無法救治)。即便如此，麥克斯認為只有自我犧牲才能完成心願，於是跟芙蕾最後通話至別，隨著程序啟動而結束自己的生命。
蜘蛛馬上修改系統將全地球人變成極樂世界公民，芙蕾及時用醫療床治好瑪蒂爾達而母女團圓，蜘蛛還派送大量安置醫療床的急救艦艇抵達地球各處，開始救治每一位病患兒童等等平民。芙蕾拿著麥克斯送她的項鏈，默默感謝麥克斯兌現她們倆童年時的承諾。

## 演員
| 演員                                   | 角色                               | 備註 |
| 麥特·戴蒙 Matt Damon                   | 麥克斯·德科斯塔 Max Da Costa       | 生活在地球上的低階工人，從小立志要到極樂世界去生活，在阿瑪達奈公司的地球工廠謀生。後來因為工作意外遭性命不保，為了生存和理想而裝上外骨骼並與極樂世界對立。 |
| 茱蒂·佛斯特 Jodie Foster               | 潔西卡·德拉蔻 Jessica Delacourt    | 極樂世界的國防部長，一個冷血無情、鐵石心腸的女強人，企圖改寫極樂世界的主機來藉此推翻現任總統來獨掌大權。                                                   |
| 艾莉絲·布拉加 Alice Braga              | 芙蕾·桑提亞哥 Fray Santiago        | 地球的一名護士，與麥克斯是一起在孤兒院長大的好友，如今是一位單親媽媽，養有一個長期患有白血病的女兒。                                                       |
| 沙托·科普利 Sharlto Copley             | C·M·克魯格 C.M. Kruger             | 一位政府潛伏特工，被德拉蔻安排於地球上，冷血、殘酷又瘋狂，受令追擊麥克斯，同時也看中麥克斯偷到的數據。                                                     |
| 華格納·莫拉 Wagner Moura               | 蜘蛛 Spider                        | 地球人，從事非法移民工作，擁有一定的勢力和技術能到極樂世界，協助麥克斯裝置外骨骼和行動。                                                                   |
| 狄亞哥·盧納 Diego Luna                 | 胡里奧 Julio                       | 麥克斯的犯罪搭檔兼摯友，多年來跟他合夥進行各處偷盜工作。                                                                                                   |
| 威廉·菲德內爾 William Fichtner         | 約翰·卡萊爾 John Carlyle           | 阿瑪達奈公司執行長，所經營的企業搭建極樂世界空間站，如今因面臨公司利潤下滑，因此與德拉蔻共謀來換取利益。                                                   |
| 艾瑪·特倫布雷 Emma Tremblay            | 瑪蒂爾達·桑提亞哥 Matilda Santiago | 芙蕾的年幼女兒，長期患有白血病，是芙蕾急切想拯救的人。 |
| 何塞·帕布羅·坎蒂羅 Jose Pablo Cantillo | 桑卓 Sandro                        | 蜘蛛的部下，精通醫術和電腦程序，幫麥克斯身上安裝上外骨骼。                                                                                                 |
| 法倫·泰賀 Faran Tahir                  | 帕特爾總統 President Patel         | 極樂世界的總統，給過德拉蔻多次警告。 |

## 製作
《極樂世界》是尼尔·布洛姆坎普继《第九区》之后，第二部自编自导的好莱坞长篇科幻片。该电影重新集结了《第九区》的一些前任工作人员，如剪辑师朱利安·克拉克、制作设计师菲利普·埃维、摄影师特伦特·奥帕罗奇，以及在该电影里扮演反派之一的演员谢尔特欧·科普里。
在2011年1月，独立制片厂媒体权利资本公司向各大好莱坞介绍这部电影，而尼尔与他们分享了该电影的艺术设计。这些艺术设计赢得了索尼电影人员高层的青睐，并立马以比其他主流片商更富吸引力的出价获得了该电影的拍摄和发行权。起初尼尔曾分别邀请南非说唱歌手ninja和著名美国说唱歌手艾米纳姆出演该片的男主角，但都不约而同的告吹：ninja的理由是他不想让自己的电影处女作是一部好莱坞大制作，而艾米纳姆则是要求该片必须在他的家乡底特律拍摄，而这对索尼高层来讲则不是选择，因此他的请求被拒绝。最后尼尔与麥·迪文会面，并将该电影的一些艺术设计给他看。马特在看完了这些设计之后，对尼尔的超前意识和才华感到震惊和欣喜，因此爽快同意出演男主角。
该片有1.15亿美元的总预算，并于2011年7月开始拍摄。该电影的地球场景在墨西哥城外的伊斯塔帕拉帕郊区拍摄，而极乐世界的场景则是在温哥华以及墨西哥城外的威斯基鲁康郊区拍摄。为了演好该电影的男主角马克斯，马特戴蒙将自己的头剃成了光头。
该电影极富未来化的设计是由菲利普埃维亲手操刀。为了设计该电影的很多未来场面，埃维通过观看并学习早期科幻电影以及它的艺术设计。

## 爭議
台灣新北市議員沈發惠透過臉書揭露公車廣告爭議，內容為本車前往極樂世界，因有人有宗教信仰，故引起輿論反彈，導致台灣索尼影業被迫更換文案。

## 评价
影片得到大多好评，烂番茄新鲜度65%，Metacritic上45家媒体综评60分。
美媒代表性评价：“出色的动作大片，出色的演技大片”，“今年娱乐性最强的动作片之一”，“虽然远远算不得完美，但相比于同类题材的《遗落战境》和《重返地球》来说优秀太多”，“从《第九区》到这部《极乐空间》，导演用自己的行动奠定了自己科幻大师的地位，他作品中的潜力源源不绝令人叹服”， “不同于《第九区》无明星的配置，这次导演用全奥斯卡级别的卡司来演绎了另一场种族问题的深入史诗”，“达蒙的表演扎实而沉静，他刻画出了一个迎头而上的劳工战士，其他奥斯卡级演员更是没有令人失望，反派残酷得令人发指，奸猾得令人不屑”。

## 票房
美国首周末收获3040万美元名列第一位。中国大陆首周四天收获7400万人民币列第一位，次周收5300万列亚军，累计1.27亿。
| 上一届： 《双龙出手》       | 2013年美國週末票房冠軍 第32周     | 下一届： 《白宫管家》             |
| 上一届： 《降魔战警》       | 2013年台北週末票房冠軍 第32周     | 下一届： 《波西傑克森：妖魔之海》 |
| 上一届： 《侏罗纪公园3D》   | 2013年中国内地一周票房冠军 第36周 | 下一届： 《蓝精灵2》              |
| 上一届： 《被偷走的那五年》 | 2013年香港週末票房冠軍 第39周     | 下一届： 《引力边缘》             |